# Cristina Vărzaru
Cristina Georgiana Vărzaru (* 5. Dezember 1979 in Corabia, Kreis Olt) ist eine ehemalige rumänische Handballspielerin.

## Karriere

### Im Verein
Vărzaru spielte in Rumänien bei CSS Corabia, CS Oltchim Râmnicu Vâlcea und Rapid Bukarest. Die Außenspielerin gewann mit Oltchim Vâlcea (1999, 2000 und 2002) und Rapid (2003) insgesamt viermal die rumänische Meisterschaft. 
Im Jahr 2005 wechselte die Linkshänderin zum dänischen Spitzenverein Viborg HK. Mit Viborg gewann sie 2006, 2008, 2009 und 2010 die Meisterschaft, sowie 2006, 2007 und 2008 den dänischen Pokalwettbewerb. International gewann Vărzaru mit dem VHK 2006, 2009 und 2010 die EHF Champions League. In der Champions League 2009/10 wurde sie mit 101 Treffern Torschützenkönigin des Wettbewerbs. Im Sommer 2012 wechselte sie zum rumänischen Verein CSM Bukarest. Mit CSM Bukarest gewann sie 2015 und 2016 die Meisterschaft, 2016 den rumänischen Pokal sowie 2016 die EHF Champions League. Nach der Saison 2016/17 beendete sie ihre Karriere.

### In Auswahlmannschaften
Vărzaru gehörte mehrere Jahre dem Kader der rumänischen Nationalmannschaft an. Ihr größter Erfolg mit der rumänischen Auswahl war die Vizeweltmeisterschaft 2005. Außerdem nahm sie 2000 mit Rumänien an den Olympischen Spielen teil.
Vărzaru gehörte zuvor dem Kader der rumänischen Juniorinnen-Nationalmannschaft an, mit der sie 1998 die Europameisterschaft und 1999 die Weltmeisterschaft gewann.

### Als Funktionärin
Vărzaru war ab Januar 2018 für vier Jahre beim rumänischen Handballverband als stellvertretende Generalsekretärin tätig. Seit 2022 übt sie bei CSM Bukarest den Posten als Teammanagerin aus.